# Rue Levert
Pour les articles homonymes, voir Levert.
La rue Levert est une voie du 20e arrondissement de Paris, en France.

## Situation et accès
La rue Levert est une voie publique située dans le 20e arrondissement de Paris. Elle commence place Henri-Krasucki et finit, après avoir croisé la rue Olivier-Métra, 174, rue de Belleville.
La rue suit une pente importante. Elle est constituée de deux tronçons à l'accès différent : la partie basse, entre la place Henri-Krasucki et la rue des Pyrénées, à hauteur de l'école élémentaire, est composée d'une voie piétonne et d'un escalier ; la partie haute, au niveau du croisement de la rue des Pyrénées et de la place Henri-Malberg, jusqu'à la rue de Belleville, est accessible à la circulation automobile.

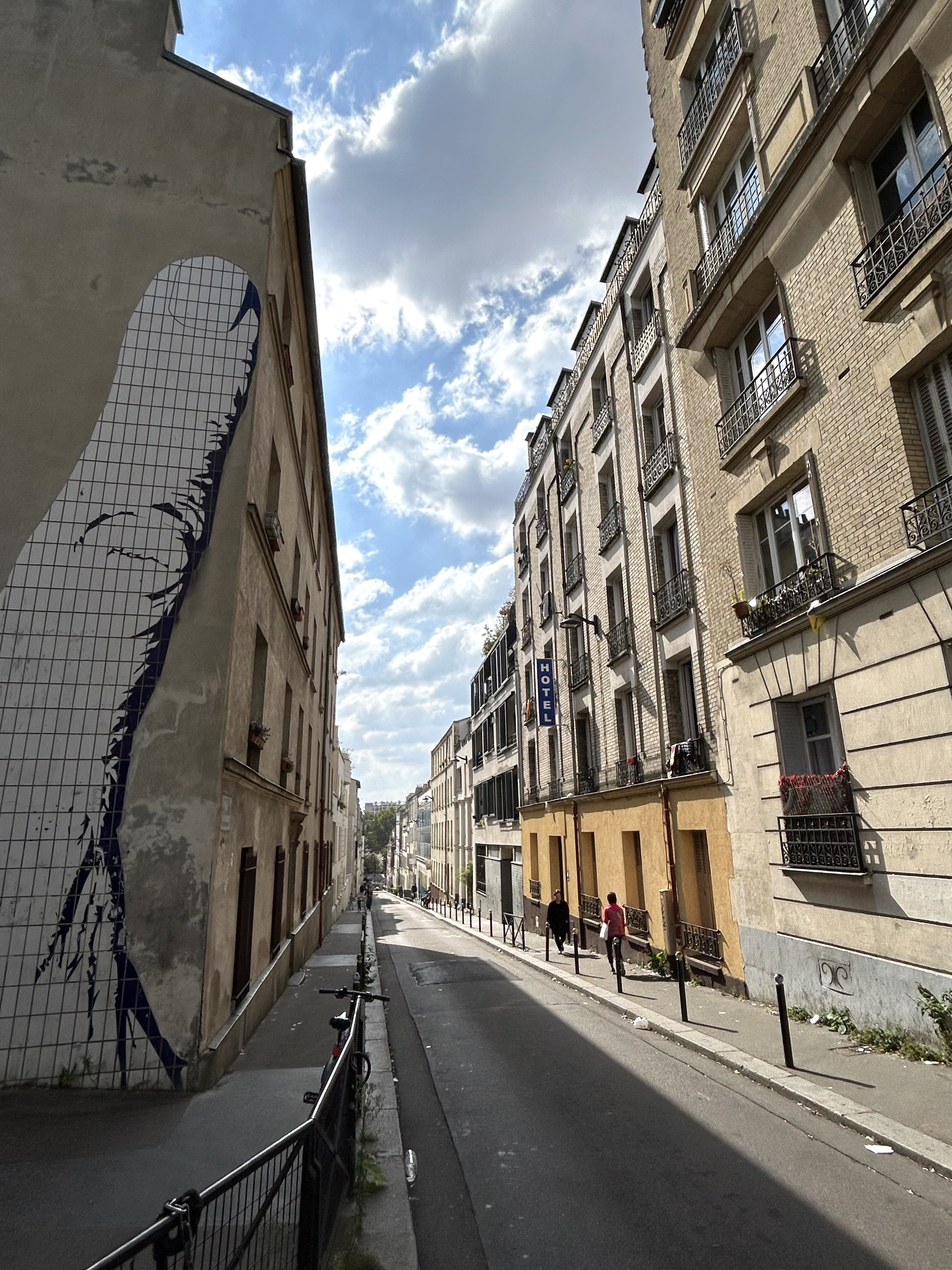
Partie haute, en descendant.
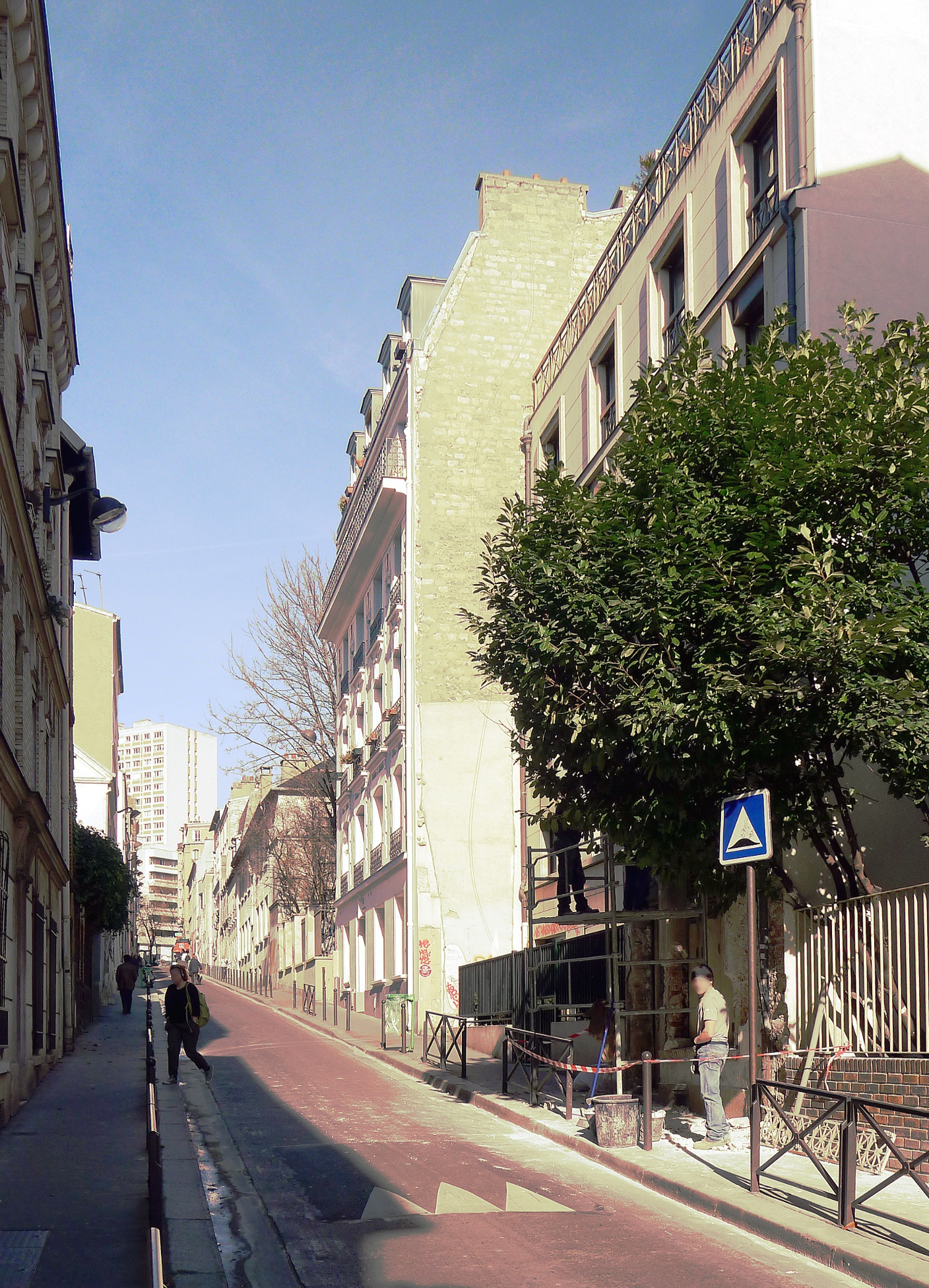
Partie haute, en montant.

## Origine du nom
Elle porte le nom de Victor Levert (1769-1831), un notaire qui fut le maire de la commune de Belleville de 1805 à 1829.

## Historique
Cette voie de l'ancienne commune de Belleville, présente sur le plan de Roussel de 1730 à l'état de sentier, entre les actuelles rues des Cascades et des Rigoles ou elle se heurtait aux jardins du couvent des moines de Picpus qui s'étendait de la rue des Rigoles jusqu'aux 160-174, rue de Belleville.
Transformée en rue, elle est prolongée en 1837 jusqu'à la rue de Belleville à travers les jardins. 
Elle est classée dans la voirie parisienne en vertu d'un décret du 23 mai 1863 et prend sa dénomination actuelle par un arrêté du 21 octobre 1881.

## Bâtiments remarquables et lieux de mémoire
Dans cette rue, le 7 avril 1872 s'ouvre le premier cercle ouvrier fondé par Albert de Mun, qui se compose d'une vingtaine d'ouvriers et artisans de 20 à 25 ans[source insuffisante].
Au no 3, au croisement avec la rue de la Mare, est installée une école élémentaire publique.
Au no 19, résidait Étienne Mélingue, qui y est mort.
Au no 22 se trouve le foyer de l'enfance de la Fondation Mélingue, dont la façade est ornée d'un blason de Paris

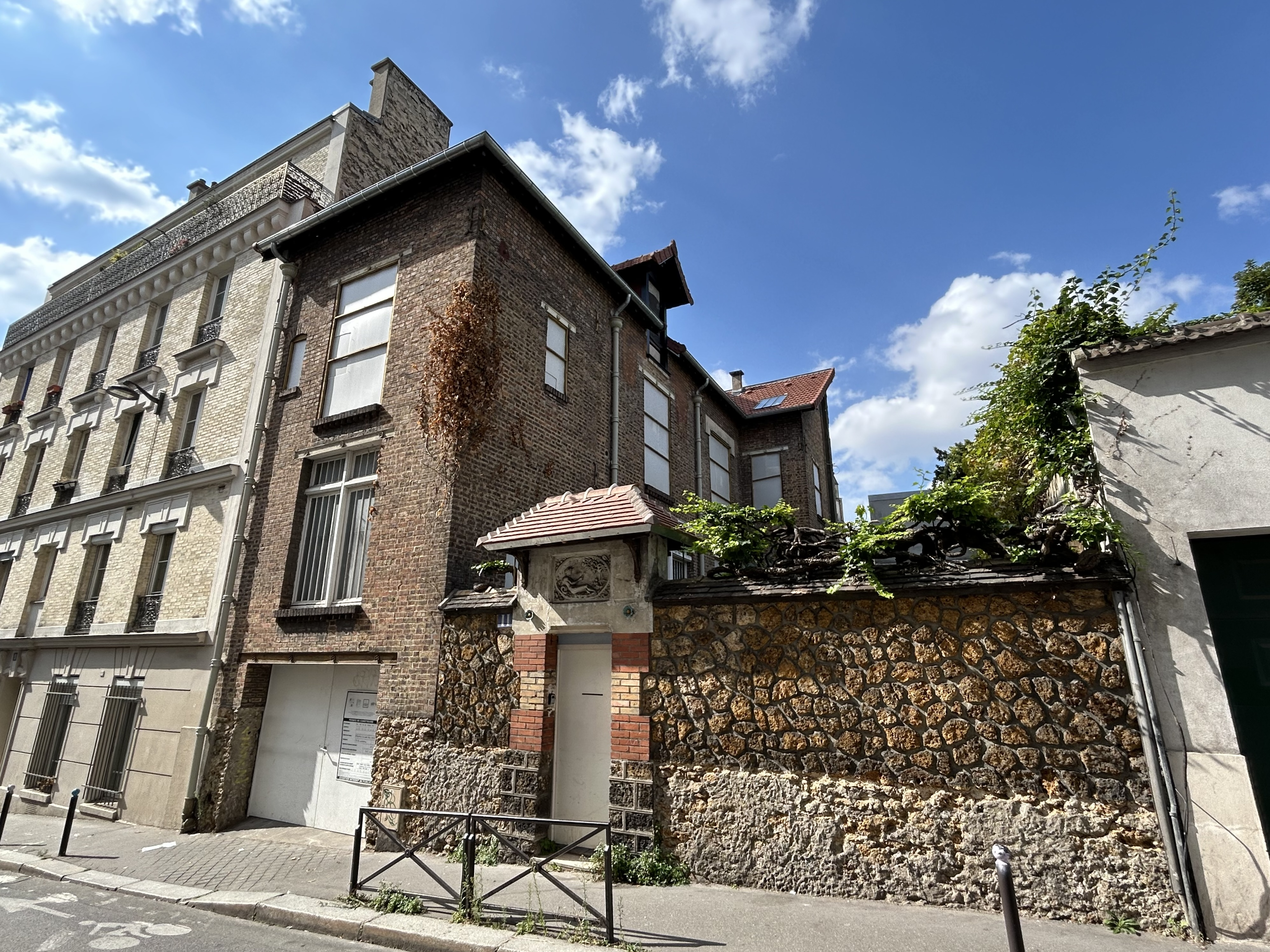
No 11.
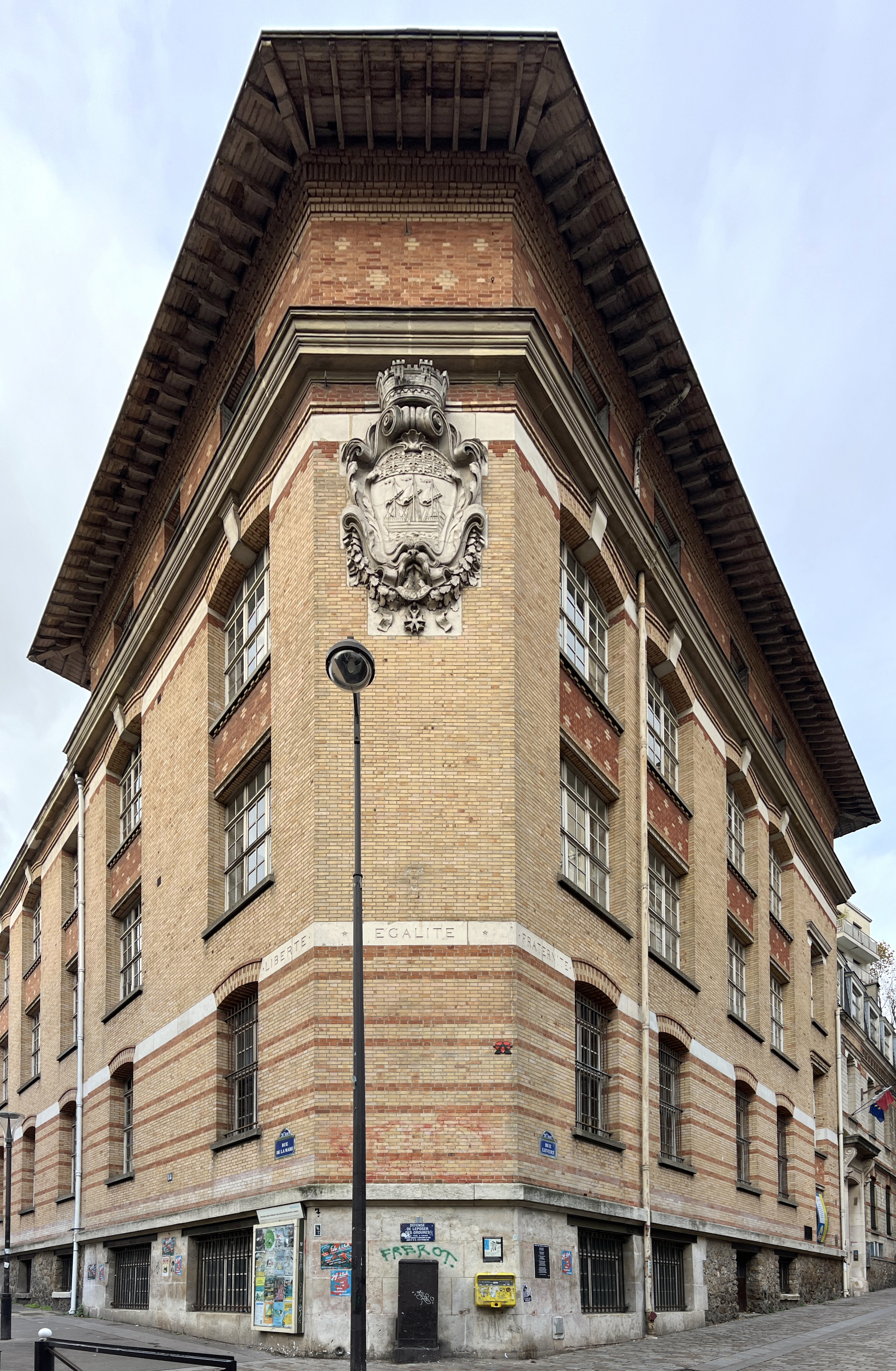
École élémentaire.
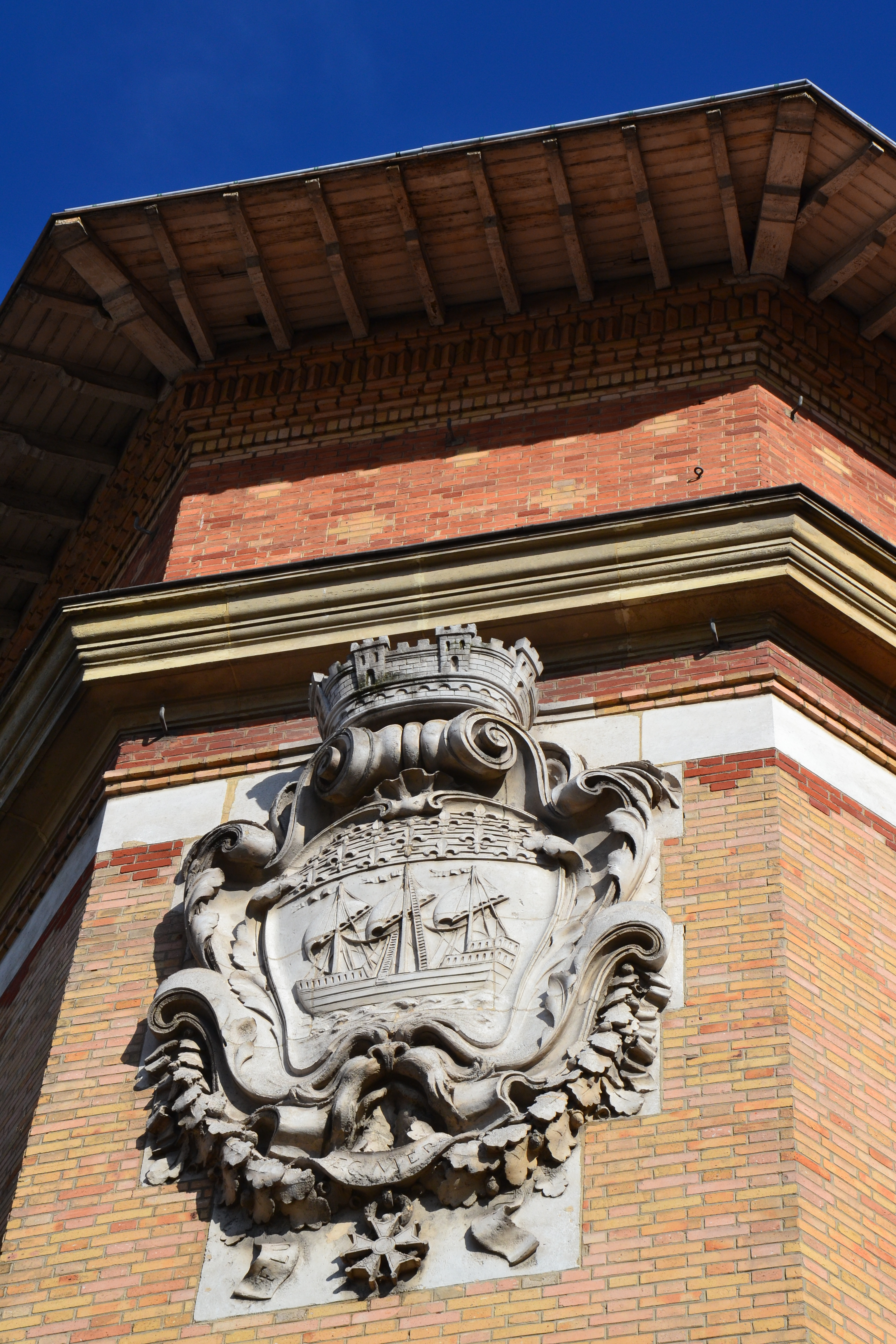
Blason de Paris sur la façade de l'école.
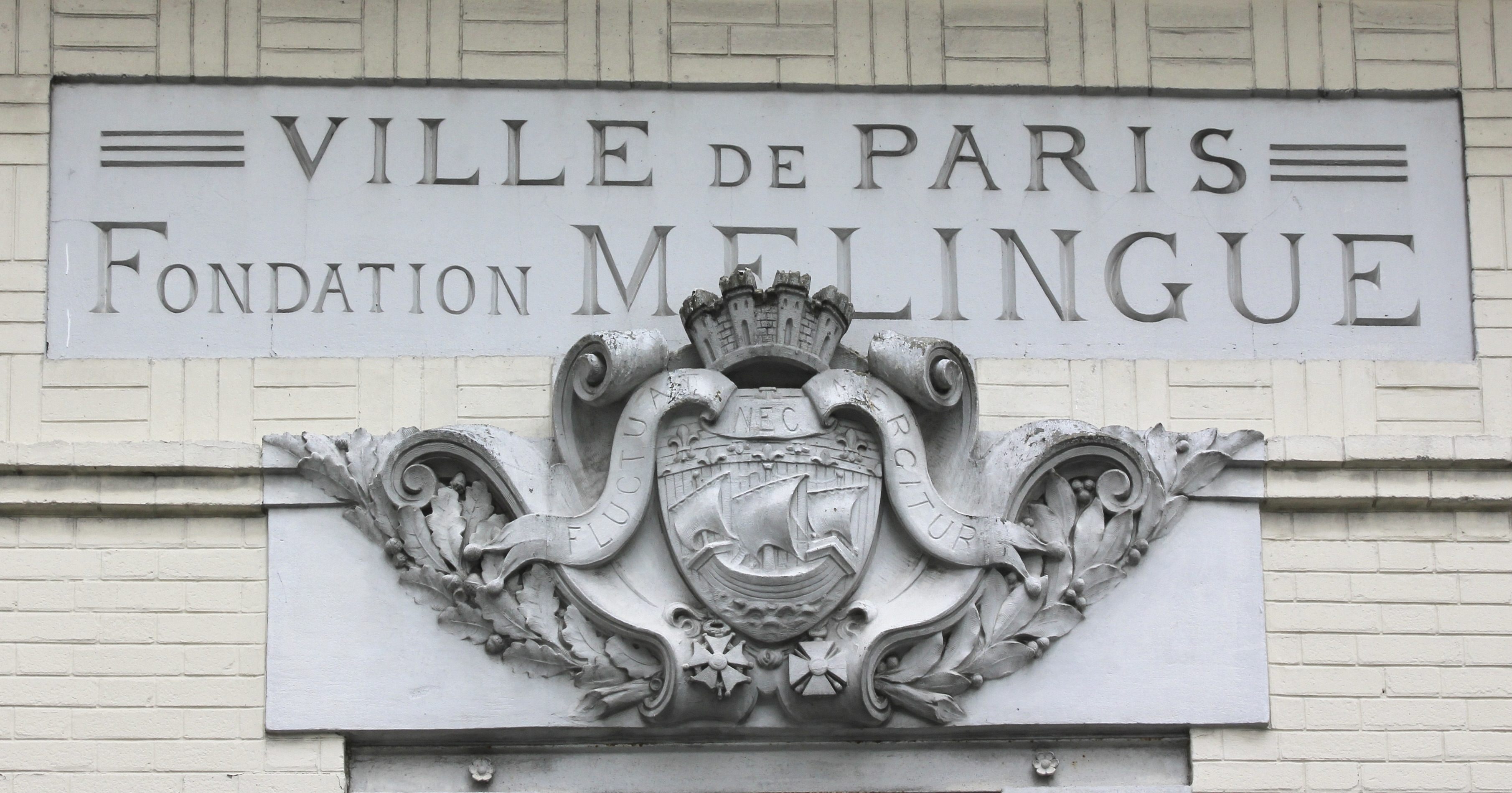
Blason de Paris sur la façade de la fondation.